# Racing Club de Montevideo
Racing Club de Montevideo, (även kallad Racing i folkmun), är en professionell fotbollsklubb i Montevideo, Uruguay. Klubben grundades 6 april 1919 och spelar sina hemmamatcher på Parque Osvaldo Roberto. Laget spelar under säsongen 2010/2011 Uruguays högstaliga, Primera División.

## Historia
Klubben bildades efter ett ungdomsmöte där man beslöt sig för att söka till spel under fotbollsförbundet AUFs ligaspel. Bröderna Dante, Germán, Armando och Osvaldo Roberto, Ramón Barceló, Bartolomé Grillo, Carlos Sagredo, José Ameri, Pablo Giúdice, Pedro Radaelli, Casimiro Céspedes, Francisco och José Mendoza, Oscar Trillo, Victorio Alonso, Francisco Jauregui, Juan Maggioli och Domingo Vanzulli var de som startade laget.
Från början hette klubben Yuyito FC med ändrades senare till Guaycurú som var namnet på en gata i området där klubben spelade sina matcher. Man tog namnet Racing för att distingera sig från de övriga klubbarna i ligan och dräktens färger, grönt och vitt, togs av spårvagnslinjen som åkte till området där klubben först spelade.
Klubben affilierades med AUF den 14 februari 1920 och det dröjde fyra år innan man fick spela i den Uruguayanska högstaligan.

## Kända spelare
Se Spelare i Racing Club de Montevideo